# (1755) Lorbach
(1755) Lorbach – planetoida z pasa głównego planetoid okrążająca Słońce w ciągu 5 lat i 159 dni w średniej odległości 3,09 au Została odkryta 8 listopada 1936 roku w Observatoire de Nice przez Margueritte Laugier. Nazwa planetoidy pochodzi od Anne Lorbach Herget, asystentki w Cincinnati Observatory i żony Paula Hergeta. Została zaproponowana przez C.M. Bardwella i Briana Marsdena. Przed nadaniem nazwy planetoida nosiła oznaczenie tymczasowe (1755) 1936 VD.